# Nisís Trizónia
Nisís Trizónia är en ö i Grekland.   Den ligger i prefekturen Fokis och regionen Grekiska fastlandet, i den centrala delen av landet, 150 km väster om huvudstaden Aten. Arean är 2,5 kvadratkilometer.
Terrängen på Nisís Trizónia är platt. Öns högsta punkt är 89 meter över havet. Den sträcker sig 2,3 kilometer i nord-sydlig riktning, och 2,4 kilometer i öst-västlig riktning.  == Kommentarer ==
1. ↑  Framräknat ur höjduppgifter (DEM 3") från Viewfinder Panoramas.[2] Mer om algoritmen finns här: Användare:Lsjbot/Algoritmer.
2. ↑  Framräknat ur höjduppgifter (DEM 3") från Viewfinder Panoramas.[2] Mer om algoritmen finns här: Användare:Lsjbot/Algoritmer.